# 2019年コロナウイルス感染症流行に関連する誤情報
2019年コロナウイルス感染症流行に関連する誤情報（にせんじゅうきゅうねんコロナウイルスかんせんしょうにかんれんするごじょうほう）では、新型コロナウイルス (SARS-CoV-2) に関する様々な誤情報、いわゆるデマや勘違いについて取り上げる。「日本における誤情報」の節では日本の事例について、その他の節では世界における事例について扱う。
2020年に新型コロナウイルス感染症 (COVID-19) の世界的流行が起こり各地で報道がされてから、感染症の発生源、規模、予防法、治療法などについて誤報や偽情報、陰謀論が出現した。誤報や偽情報はソーシャルメディア、テキストメッセージ、あるいは国営メディアなどを通じて拡散し、また著名人や政治家、その他の公人らによっても拡散された。さらに新型コロナウイルス感染症の予防法、治療法、および自己診断の方法に関する医学的な誤報もソーシャルメディア上で流布された。中には、家庭での検査や「奇跡の治療法」を提供するとうたう悪徳業者もいるとされている。世界保健機関 (WHO) は、世界的な健康へのリスクをもたらすウイルスについての誤った情報（インフォメーション <information>）が拡散することを、「パンデミック」とかけて「インフォデミック (英: infodemic)」であると宣言している。一部の誤報や偽情報においては、ウイルスが特許を取得したワクチンを使った生物兵器である、人口制御計画である、スパイ活動の結果であると主張している。これらの誤報や偽情報の中には、国家が関与している物もあるとされる。

## 誤情報との戦い
2020年2月2日、世界保健機関 (WHO) は「大規模な感染症の流行」について説明し、ウイルスに関する正確な情報と虚偽の情報の両方が氾濫しており、必要なときに信頼できる情報源や信頼できるガイダンスを見つけることが難しくなっているとした。タイムリーで信頼できる情報への需要が高いことから、WHOは24時間365日体制の「俗説撃退ホットライン」を設置し、スタッフが公式ウェブサイトや公式ソーシャルメディアアカウントを通じて誤情報を監視することで対応した。WHOは特に、息を止めているだけでウイルスに感染しているかどうかが分かるという主張、大量の水を飲むとウイルスから身を守るという主張、塩水でうがいすると感染を防ぐという主張など、いくつかの主張を誤っているとして明確に否定している。
新型コロナウイルスに関する誤報は何百万件ものオンラインプラットフォームで発生している。あるフェイクニュース研究者は、中国で始まったいくつかの噂について指摘している。その多くは後に韓国と米国に広がっており、韓国のいくつかの大学は、事実と噂を分離するために多言語の「噂よりも先に事実を」(Facts Before Rumors) キャンペーンを開始した。
フェイスブック、ツイッター、グーグルは、「誤報」に対処するためにWHOと協力していると述べた。フェイスブックは公式ブログで、WHOや地方自治体によって「『身体的危害』につながる誤報に関するコンテンツポリシー違反」のフラグが立てられたコンテンツを削除すると述べた。また、フェイスブックはWHOに無料の広告を提供している。2月末に、アマゾンは新型コロナウイルスからの治療や保護をうたった100万件以上の商品を削除し、2月28日の時点では多数のアイテムが「まだ異常に高い価格で販売されている」ものの、価格が「Amazonで提供されている最近の価格よりも大幅に高い」健康製品のリストを数万件削除した。
一部メディアは、ウィキペディアのCOVID-19に関する報道と、「ウィキプロジェクト医学財団」や「英語版ウィキプロジェクト医学」などの団体が主導する取り組みによる誤報の封じ込めとの戦いを称賛している。
有料記事を配信するアメリカの新聞社の多くは、新型コロナウイルスに関する報道の一部または全部について記事を無料配信した。また多くの科学出版社は、新型コロナウイルス感染症感染症の流行に関連する科学論文をオープンアクセスにした。一部の科学者は、bioRxivのようなプレプリントサーバー（査読前論文を公開するサービス）で迅速に研究結果を共有した。

### WHO等とWikipediaの協力
2020年、世界保健機関（WHO）は、COVID-19の誤報に対抗するためにWikipediaと協力し、多くの情報やグラフィック、ビデオの使用を許可し、約200の言語に掲載することを認めた。この合意により、WHOの資料の多くはウィキメディア・コモンズに組み込まれ、WHOの資料としてオリジナルへのリンクが含まれていれば、許可を得ずに、複製や翻訳ができるようになった。Wikipediaには、174の言語で約5,200のCOVID-19関連記事が掲載されており、82,000人以上のボランティアがそれらを編集している。投稿者の中には、間違いを挿入したり、「悪意のある変更をする」人もいるため、英語版Wikipediaのいくつかのページには、WikiProject Covid-19の200人以上のボランティア編集者（医師や学者が多い）の1人がレビューするまで変更できない保護措置がある。
また、ウィキメディア財団は2014年からコクランとパートナーシップを結んでいる。ウィキペディアでは、医学関連記事の閲覧回数が毎月1億8千万回を超える一方、正式な査読の過程を経たものは1パーセント未満である。このパートナーシップは、すべてのウィキペディアの医学記事内に、関連するエビデンス（科学的根拠）を含めるためのリソースを提供している。

## 日本における誤情報

### 次亜塩素酸ナトリウム液・次亜塩素酸水
消毒に用いられる次亜塩素酸ナトリウム液および次亜塩素酸水は、その有効性について諸見解がある。次亜塩素酸ナトリウム液について厚生労働省は「食器・手すり・ドアノブなど身近な物の消毒には、 アルコールよりも、熱水や塩素系漂白剤が有効」とし、塩素系漂白剤から0.05%次亜塩素酸ナトリウム液を作成する方法を紹介している。広義の次亜塩素酸水（次亜塩素酸を主成分とする酸性の溶液）については経済産業省と製品評価技術基盤機構が2020年6月26日に有効性評価を発表し、有効塩素濃度35ppm以上（ジクロロイソシアヌル酸ナトリウム水溶液では100ppm以上）での有効性を確認し、汚れていない物品への流水・拭き掃除（拭き掃除では有効塩素濃度80ppm以上でひたひたに濡らす）に使用可能とした。
一方、2020年9月1日の北里大学の報告では、市販の次亜塩素酸ナトリウム液と次亜塩素酸水を用いた試験で、これらを満たす濃度であっても新型コロナウイルスの消毒には不十分との結果が示された。この報告では次亜塩素酸ナトリウム液を使用する場合、0.15%（1,500ppm）以上・1分間処理であれば完全に消毒可能との見解が示された。この試験はより高濃度の汚染を想定して行われており、試験条件は前述の製品評価技術基盤機構による試験（ウイルス液1に対して消毒液19の割合、99.99%以上の不活化で有効と評価）とこの北里大学による試験（ウイルス液1に対して消毒液9の割合、100%の不活化で有効と評価）とで異なる。
ここでは、次亜塩素酸ナトリウム液と次亜塩素酸水の違いも問題となる。両者の消毒作用は同じく主成分の次亜塩素酸に由来するが、その液性 (pH) や濃度、取り扱い方法といった性質は異なる。
次亜塩素酸ナトリウム液（主成分：NaClO、塩素系漂白剤）は強いアルカリ性であり、希釈を前提とした濃度で市販される。そのため皮膚や粘膜に対する腐食性が強く、特に原液の取り扱いに注意を要する。厚生労働省は次亜塩素酸ナトリウムの安全性について、手荒れ・環境負荷の両方を「多い」と評価している。手指消毒には使用できず、また健康上および金属腐食の問題となるため加湿器などに入れて使うことはできない。
次亜塩素酸水（主成分：HClO）は多義的であり、食品添加物基準などで規格化されている酸性電解水の次亜塩素酸水と、次亜塩素酸を主成分としたそれ以外の次亜塩素酸水がある。酸性電解水は微酸性ないし強酸性であり、ふつう使用現場で装置から流水生成され、使用濃度で提供される。そのため人体への刺激性が比較的低く、医療用装置は手指消毒にも使用できるが、保存を前提としておらず、流水使用以外では有機物などによる汚染で不活性化しやすい点に注意を要する。また次亜塩素酸ナトリウム液に酸を混和したものなど、酸性電解水ではないものや、食品添加物規格外のものが食品添加物と表示して販売されている例もある点に注意を要する。食品添加物規格でも食品への残留は許容されていない。規格のない次亜塩素酸水は、成分や用法について各自確認する必要がある。加湿器やスプレーで空間に噴霧する市販品もあるが、いわゆる「空間除菌」の有効性評価法は確立しておらず、またWHOや厚生労働省は、消毒剤の噴霧は人体に有害となりうるとして推奨していない。

### 二酸化塩素
2020年5月15日、消費者庁は、携帯型の空間除菌用品（二酸化塩素を利用した空間除菌を標ぼうする商品であって、首に下げるなどして使用するもの）の表示に関し、景品表示法に違反（同法第５条第１号（優良誤認表示）に該当）するおそれがあることから、5つの事業者に対し、再発防止などの指導を行った。空間除菌表示の根拠とされる資料は、狭い密閉空間での実験結果に関する資料であることがほとんどであり、風通しのある場所などで使用する際には、表示どおりの効果が得られない可能性があるため。

### 検査キットへのウイルス付着
「中国から発送された検査キットに新型コロナウイルスが付着していた」という情報が4月16日、ツイッターなどで拡散された。しかしこの情報はファクトチェックの団体によって「誤り」と判定されている。検査キットの会社もコロナウイルス付着の情報を否定している。

### イベントのデマ
SNS上で「この夏コロナとかでなんもできんから、友達が花火を2,000発上げてくれる」と、2020年8月14日に岡山県玉野市の海岸で花火を打ち上げる旨の情報が拡散された。市や警察が警戒にあたり、結局花火は全く打ち上げられなかった。

## 医療に関する誤情報

### 5G
「次世代通信規格『第5世代移動通信システム (5G)』が新型コロナウイルスの感染を拡大する」というデマが広がり、欧米では一部の市民が5Gの基地局を破壊する事態が起きている。WHOはウェブサイト上でこのデマを否定している。

### 消毒液
アメリカ大統領のドナルド・トランプが紫外線の照射や消毒液の使用を人体に有効と曲解して発言し、関係機関が訂正するなどの対応を行っている。

### 治療薬
「イベルメクチン、ヒドロキシクロロキンは証明済みの治療薬」といった根拠のない主張が存在するが、これに科学的な証拠はない。ブラジルやフランスなどでは、イベルメクチンをコロナ治療薬として推奨するフェイスブックの投稿が拡散されている。WHOは「新型コロナウイルス感染者の治療には使用すべきでない」という見解を示した。イベルメクチンに関しては米医学雑誌「ニューイングランド・ジャーナル・オブ・メディシン」にて効果がないという論文が出された。日本においても治験を行っていた興和がイベルメクチンが新型コロナ患者に対する有意性を見出すことが出来ず、治療薬としての薬事申請を断念することが発表されている。

### 健康食品・サプリメント
アミノレブリン酸（5-ALA）や柿渋、チャーガ茶、フコイダン、オリーブ葉エキス、マヌカハニー、タンポポ茶、ビタミンC、ビタミンDなど、様々な食品やサプリメントが同疾患の予防に有効などと根拠なく標榜されることがあるが、2024年3月時点で同疾患の予防効果が確認された食品・サプリメントは存在しない。

#### ビタミンD
2020年2月、ビタミンDのサプリメントがCOVID-19の予防に役立つとする主張がタイのSNS上で広まった。一部の陰謀論者は、「ビタミンDがCOVID-19の予防に有効であるにもかかわらず、政府が意図的にその情報を隠している」と主張した。
インドネシアから発表されたプレプリント論文（査読前論文）は、「ビタミンDがCOVID-19に有益な効果をもたらす」と主張し、SNS上で広く拡散された。この論文はデイリー・メールやザ・サンといったタブロイド紙でも取り上げられ、さらにNICE（英国国立医療技術評価機構）の推奨を含む学術文献でも引用された。しかし、その後の調査により、論文の著者が所属しているとされた病院で著者らの存在が確認されず、論文全体が完全に虚偽である可能性が指摘された。
2020年にYouTube上で公開されたビタミンDとCOVID-19に関する動画を分析した研究では、77本の動画のうち3/4以上に誤った情報や誤解を招く内容が含まれており、その多くが医療関係者によって発信されていた。この研究では、これらの動画内の助言に従った場合、ビタミンDサプリメントの過剰摂取による健康リスクや過度な日光曝露による皮膚がんリスクの増加など、有害な健康影響をもたらす可能性があると指摘されている。ビタミンDの過剰摂取は、高カルシウム血症（血中カルシウム濃度の異常な上昇）を引き起こし、吐き気、嘔吐、筋力低下、頻尿、腎臓結石、さらには腎不全などの健康被害をもたらす可能性がある。しかし、一部の動画では「ビタミンDサプリメントは無害で誰でも摂取すべき」といった誤解を招く主張がされ、高用量のビタミンDサプリメントを摂取するよう勧めていた。
2022年に発表された東京大学の研究では、「ビタミンDなどのサプリメントには科学的根拠が乏しいため、それらを過信することでワクチン接種や基本的な感染対策といった効果的な方法を軽視するべきではない」と指摘されている。同年9月、消費者庁は、山田養蜂場が製造・販売する「ビタミンD＋亜鉛」を含むサプリメントについて、COVID-19の感染予防や重症化予防効果があるかのような表示を行ったとして、景品表示法違反（優良誤認）で再発防止などを求める措置命令を出した。

#### ビタミンC
COVID-19パンデミック初期、ビタミンCがCOVID-19の予防や治療に効果があるとする根拠のない主張が広まった。2020年3月から7月にかけて、アメリカ食品医薬品局（FDA）は、ビタミンCをCOVID-19の予防や治療に効果があると虚偽の宣伝を行った業者に対して、COVID-19関連の他の「偽医療（quack treatment）」よりも多く警告書を発行した。
2021年4月、アメリカ国立衛生研究所（NIH）はCOVID-19治療ガイドラインで、「COVID-19の予防や治療にビタミンCを使用することを推奨または反対する十分なデータがない」と発表した。この立場は2022年12月の更新でも変わらず、入院患者および非入院患者のいずれについても「推奨または反対する証拠が不十分」とされている。

## 各国政府による誤情報
各国が感染拡大対策に躍起になる一方で、主に独裁国家を中心に新型コロナの感染者の発生を否定したり、新型コロナに関する情報の統制を行う一方で、医療体制の逼迫などから根拠のない民間療法を推奨する動きがみられる。

### タンザニア
タンザニアのジョン・マグフリ大統領は、2020年4月より新型コロナウイルスの感染者報告がなく、6月に祈りによってタンザニアは守られ、ウイルスは存在しないと事実上の根絶を宣言した。さらに、新型ウイルスに関する情報が拡散するのを取り締まる目的で、政府の許可なく致死性の病気や伝染病に関する情報の公開を禁止する法律が可決され、ワクチンの導入も拒否していた。しかし、2021年1月より感染者が急増し、同年2月21日、マグフリは同国内で新型コロナが流行していることを認めマスク着用を国民に呼びかけている。その後、マグフリは同年2月27日以降、公の場に姿を現さなくなり、同年3月17日に死去した。政府はマグフリについて心疾患を死因と公表しているが、一部報道では新型コロナに感染したとされている。なお、マグフリの死去後に後継大統領となったサミア・スルフ・ハッサンは前政権と対照的にワクチンの導入や啓発など新型コロナウイルスなど感染症対策に積極姿勢に転じている。

### ベラルーシ
東欧で強権的な独裁体制を続けるベラルーシのアレクサンドル・ルカシェンコ大統領は、新型コロナウイルスについて集団「精神疾患」であり、サウナやウオツカでウイルスを退治できるなどと非科学的な発言を連発し根拠のない民間療法を推奨するなど、強力な防疫措置を拒否する姿勢を見せている。ルカシェンコは2020年7月に新型コロナウイルスに感染したがその際にも「私が言った通り、国民の97%は無症状でこの疾患を切り抜ける。ありがたいことに、私もこの無症状の人々の仲間入りをした」と豪語した。

### トルクメニスタン
中央アジアのトルクメニスタンも独裁体制を続けるグルバングル・ベルディムハメドフ大統領により、感染者が1名も発生していないことを喧伝しているが、国外の独立した団体やジャーナリスト、活動家らは感染の拡大により医療が逼迫し、死者も出ていると報告している。また「薬草を燃やした時の煙は感染症予防に効く」と言った薬草の利用を推奨する一方で、「新型コロナウイルス」と口にすると逮捕され、市民のマスク着用も禁じられ、当局による情報統制も行われている。ただし、政府当局によりロシア製COVID-19ワクチンのスプートニクVの緊急使用は承認されている。

## ウイルスの人造説
ウイルス学者のリュック・モンタニエは、「SARS-CoV-2は人工的に造られた」という陰謀説を唱えたが、このような主張は、他のウイルス学者によって否定されている。モンタニエは、長年、根拠のないホメオパシーを肯定し、ワクチン反対論を唱えるなど、科学界での権威を失っている。

## 陰謀論
カタールのテレビ局アルジャジーラは、陰謀論を広めた主流のメディアには、ロシアの国営メディア（ロシア・トゥデイとチャンネル1）、イギリスのタブロイド紙デイリー・メール、アメリカの右翼メディアなどが含まれていると報じた。

### ビル・ゲイツ陰謀論
「ビル・ゲイツが、今後開発されるCOVID-19ワクチンを利用して大勢の人々にマイクロチップを埋め込み、その動きを監視しようとしている」という陰謀論がある。調査によれば、テレビのニュースは主にFOXニュースを見ていると答えたアメリカ人の半数がこの陰謀論を信じており、また共和党を支持すると答えた人の44%が、この陰謀論を信じている。ビル・ゲイツは、電話取材に対して「私は、いかなる種類のマイクロチップにも関与したことがない。あまりにもバカげた話だ」と否定している。